# Hugo van der Goes
Hugo van der Goes (Gent, oko 1430. ili 1440. – Auderghem, 1482.) bio je flamanski ranorenesansni slikar.

## Životopis i djela
O njegovom školovanju i ranom djelovanju postoji oskudna dokumentacija. Slikarstvo van der Goesa je sinteza minucioznog realizma Jan van Eycka, dramatske emocionalnosti Rogiera van Weydena i monumentalnu jednostavnost Justusa van Genta.
Njegovo najpoznatije djelo je Poklonstvo pastira - trokrilna slika nazvana Oltar Portinari, po naručitelju, firentinskom trgovcu Tommasu Portinariju. Ostvareno na nekonvencionalan način, ovo temperamentno realističko djelo gdje su pastiri prikazani kao pravi prikazi nizozemskih seljaka. Utjecaj Jana van Eycka je najvidljiviji kad prizore iz biblijske povijesti nastoji oživjeti detaljima i likovima iz svakidašnje flandrijske okoline. Slika je snažno utjecala na razvoj flamanskog, nizozemskog i talijanskog slikarstva quattrocenta.
Stilskim analizama atribuirana su mu još neka djela: Poklonstvo kraljeva; Smrt Majke Božje; Rođenje Isusovo i dr.

## Vanjske poveznice
- Artcyclopedia: Hugo van der Goes
- Olga's gallery: Hugo van der Goes